# António Teixeira (compositor)
António Teixeira (Lisboa, 1707-ibídem, 1774) fue un compositor português.
Estudió en Roma desde 1714 hasta 1728, y el 11 de junio del mismo año fue elegido cantor de capilla de la Catedral de Lisboa.
Escribió algunas cantatas festivas para miembros de la aristocracia y compuso música para al menos tres óperas de António José da Silva: Guerras de Alecrim e Manjerona, As Variedades de Proteu, O Labirinto de Creta y O Precipício de Faetonte. Su obra más importante es el sacro Te Deum para 20 voces. Sus obras sacras como misas, miserere, motetes y Lamentações do Profeta Jeremias, se localizan en la Catedral de Lisboa.

## Obras

### Música vocal secular
- Os esposos felizes (composición 1732, Lisboa)
- Os encantos de Medeia (ópera, libretto de António José da Silva, 1735, Lisboa)
- Guerras do alecrim e manjerona (ópera joco-séria, libretto de António José da Silva, 1737, Lisboa)
- Composición dramática para cantarse en ocasión da felicisima boda da Ilustrísima e Excelentísima Señora D. Joana Perpétua de Bragança co Ilustrísimo e Excelentísimo Señor Marqués de Cascais D. Luís de Castro (1738)
- Glória, Fama, Virtude (cantata a 3 voces concertadas)
- Dueto para 2 voces e baixo continuo

#### Obras de dudosa atribución
- Vida do grande D. Quixote de la Mancha e do gordo Sancho Pança
- Anfritrião, ou Júpiter e Alcmena
- O labirinto de Creta
- As variedades de Proteu (1737)
- Precipício de Faetonte and Esopaida, ou Vida de Esopo

### Música sacra
- Misa para 8 voces
- Misa para 4 voces
- Miserere para 8 voces
- Lamentacións de Xeremías o Profeta
- Salvo para 4 voces para Santo António dos Portugueses (Roma)
- Varios ofertorios, lamentacións e motetos
- Te Deum para 20 voces e orquestra (1734)
- O salutaris hostia para 5 voces, 2 violinos, baixo e órgan
- Tantum ergo para 5 voces, 2 violinos, baixo e órgan